# Język abe
Język abe – język nigero-kongijski używany w południowej części Wybrzeża Kości Słoniowej. Jest językiem tonalnym; zapisywany alfabetem łacińskim, ze słabo rozwiniętą literaturą.

## Dialekty
- abbey-ve
- kos (khos)
- morie
- tioffo